# Hakkasan

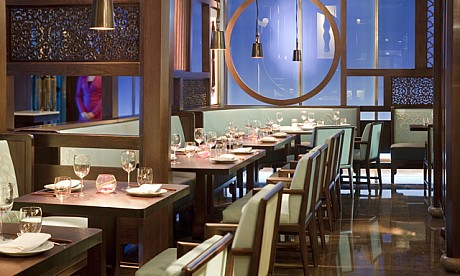
Hakkasan in Abu Dhabi (2010)

Hakkasan ist eine internationale Kette von Chinarestaurants der gehobenen Küche mit Sitz in London, Vereinigtes Königreich. Sie betreibt auch eine Diskothek in Paradise.

## Restaurants
Das erste Hakkasan-Restaurant wurde 2001 in London-West End von Syra Khan und Alan Yau eröffnet. Die nächsten Jahre kamen elf weitere Restaurants in England, USA, Asien und dem Mittleren Osten hinzu. Die Standorte sind (Stand 2019): London (2×), Las Vegas, Miami, New York City, San Francisco, Mumbai, Shanghai, Jakarta, Abu Dhabi, Doha, Dubai und Muskat. 
Die beiden Londoner Restaurants wurden mit einem Michelin-Stern ausgezeichnet sowie 2004 bis 2009 zu den The World’s 50 Best Restaurants gezählt.

## Club

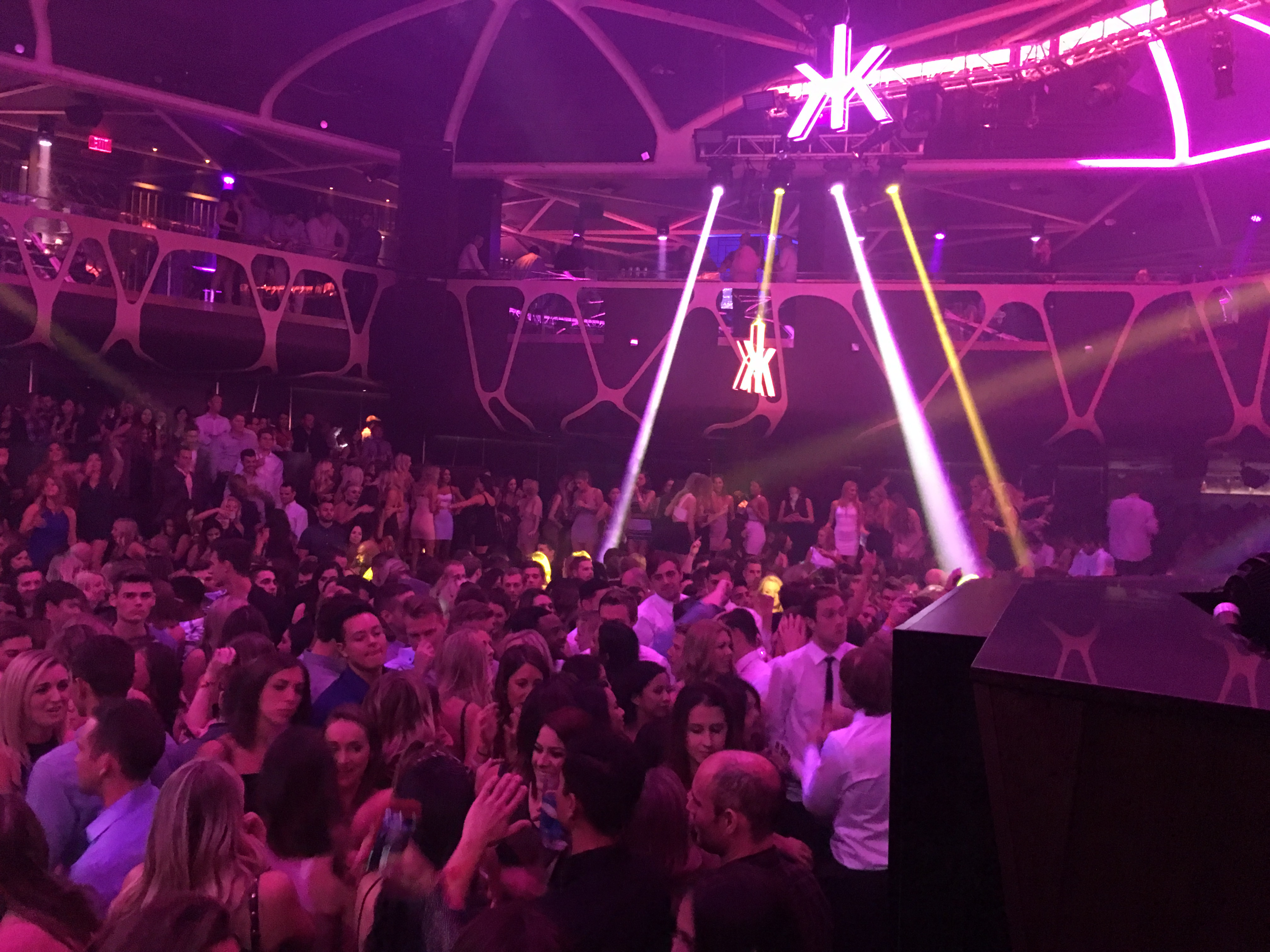
Hakkasan Nightclub in Las Vegas

Im April 2013 eröffnete das Unternehmen einen Club der Elektronischen Tanzmusik im gehobenen Segment im MGM Grand Hotel in Paradise, Vereinigte Staaten. Das Fassungsvermögen liegt bei 3000 Personen. Wiederholt legten DJs wie Tiësto, Calvin Harris, Hardwell, Zedd oder Steve Aoki auf. Der Club wurde von Lesern des DJ Magazine in der Wahl der Top-100-Clubs 2015 auf Platz 3 gewählt.